# Jim Howard (ultra-trail)
Pour les articles homonymes, voir James Howard et Howard.
Jim Howard est un athlète américain né en 1954. Spécialiste de l'ultra-trail, il a notamment remporté l'American River 50 Mile Endurance Run en 1980, 1981, 1982 et 1984, la Western States 100-Mile Endurance Run en 1981 et 1983 ainsi que la Leadville Trail 100 en 1985.

## Résultats
| no  | masculin           | Course              | Longueur | Départ        | Temps            |
| --- | ------------------ | ------------------- | -------- | ------------- | ---------------- |
| 1er | Médaille d'or      | American River 50   | 50 mi    | 5 avril 1980  | 6 h 15 min 10 s  |
| 1er | Médaille d'or      | American River 50   | 50 mi    | 4 avril 1981  | 5 h 32 min 18 s  |
| 1er | Médaille d'or      | Western States 100  | 100 mi   | 27 juin 1981  | 16 h 02 min 37 s |
| 1er | Médaille d'or      | American River 50   | 50 mi    | 3 avril 1982  | 5 h 55 min 21 s  |
| 1er | Médaille d'or      | Western States 100  | 100 mi   | 25 juin 1983  | 16 h 07 min 00 s |
| 1er | Médaille d'or      | American River 50   | 50 mi    | 7 avril 1984  | 5 h 54 min 01 s  |
| 1er | Médaille d'or      | Leadville Trail 100 | 100 mi   | 17 août 1985  | 19 h 15 min 57 s |
| 3e  | Médaille de bronze | Leona Divide 50     | 50 mi    | 15 avril 1995 | 7 h 06 min 56 s  |